# ЯАЗ-210
ЯАЗ-210 — советский трёхосный крупнотоннажный грузовой автомобиль первого поколения, выпускавшийся Ярославским автомобильным заводом (ЯАЗ) с 1951 г. по 1958 г. в нескольких модификациях.

## История создания

### Предшественники
Создание грузовых автомобилей первого поколения (если считать с послевоенного периода) ЯАЗ-200, ЯАЗ-210 берёт своё начало в январе 1941 года, когда (по воспоминаниям ветеранов завода) группа инженеров ЯГАЗа под руководством главного конструктора В. В. Осепчугова была откомандирована в отраслевой институт НАМИ для разработки конструкции нового автомобиля, постановка которого на производство связывалась с запланированной модернизацией Ярославского автомобильного завода (ЯАЗ) (по планам, она должна была закончиться в 1942 году). Тогда, наряду с двухосными машинами: бортовым Я-14 и самосвалом Я-17, предусматривалось создание и трёхосного грузового автомобиля — Я-16.
В качестве прототипа при проектировании перспективного семейства ЯАЗ был принят американский грузовик GMC-803, с которого были взяты шаблоны, сняты основные размеры и т. д. Этот грузовик был оснащен двухтактным четырёхцилиндровым двигателем GMC 4-71 мощностью 110 л. с, который так же был взят за основу для разработки нового двигателя ЯАЗ.
Начавшаяся война заставила свернуть все работы, однако в 1943 году проектирование нового семейства возобновилось. В декабре 1944 года был изготовлен первый опытный образец двухосного грузового автомобиля Я-14, получившего в соответствии с принятой в 1943 т. н. Единой системой нумерации деталей, узлов и агрегатов и моделей автомобилей обозначение ЯАЗ-200 (самосвал Я-17 и трёхосный грузовик Я-16 получили, соответственно, обозначения ЯАЗ-205 и ЯАЗ-210). Силовой агрегат на опытной машине стоял импортный, поставленный по ленд-лизу: 4-цилиндровый двухтактный дизельный GMC 4-71 в сборе со сцеплением Long-32 и КПП Spicer-5553 (на ЯГАЗе их устанавливали на артиллерийские тягачи Я-12), а кабина и крылья были заимствованы у грузовика Mack NR (последующие опытные и серийные машины имели отечественные деревянные кабины). Освоение производства сложного силового агрегата на заводе, который ранее не занимался двигателестроением, шло с трудом.
С августа 1947 года — когда удалось запустить производство двигателя ЯАЗ-204 («метризованной» копии американского GMC 4-71) — новый автомобиль пошёл в серийное производство. На базе грузовика ЯАЗ-200 были созданы седельный тягач ЯАЗ-200В., выпуск которых с 1951 года начали на Минском автомобильном заводе. Был создан и самосвал ЯАЗ-205, который сразу же передали на Минский автомобильный завод

### Рождение ЯАЗ-210
В апреле 1948 года был построен первый опытный образец трёхосного грузового автомобиля общего назначения ЯАЗ-210 с 6-цилиндровым двигателем ЯАЗ-206 (копией двигателя GMC 6-71). При создании нового автомобиля ярославские конструкторы максимально использовали уже освоенные в производстве ЯАЗ-200 узлы и агрегаты.
Несмотря на применение более мощного двигателя, уровень унификации между двухосным ЯАЗ-200 (4х2) и трёхосным ЯАЗ-210 (6х4) составил 80 %. Этому способствовала как высокая унификация силовых агрегатов, так и применение оригинальной схемы трансмиссии: крутящий момент с КПП (заимствованной у ЯАЗ-200) передавался на раздаточную коробку, в которую был встроен принудительно блокируемый межосевой дифференциал, распределяющий мощность между мостами для задней тележки. От раздаточной коробки мощность передавалась на ведущие мосты при помощи карданов: одним коротким на средний мост и двумя карданами (с промежуточной опорой) — на задний мост. Такое решение позволило не только унифицировать ведущие мосты, но и упростило управление блокировкой дифференциала. Помимо межосевого дифференциала, раздаточная коробка имела 2 передачи (повышающую и понижающую), что позволяло расширить динамический диапазон трансмиссии. Кроме того, в раздаточной коробке имелся редуктор отбора мощности, предназначенный для привода лебёдки — его конструкция позволяла, включив в раздаточной коробке нейтральную передачу, управлять работой лебёдки при помощи КПП и сцепления. Таким образом, при существенном расширении функциональных возможностей, трансмиссия автомобиля ЯАЗ-210 отличалась от предшественника (ЯАЗ-200) только одним новым агрегатом — раздаточной коробкой.
К концу 1948 года были построены опытные образцы двух модификаций базовой модели: ЯАЗ-210А (с цельнометаллической платформой и лебёдкой) и балластный тягач ЯАЗ-210Г, ЯАЗ-210Д (седельный тягач), а в следующем, 1949 году — самосвал ЯАЗ-210Е. Испытания и подготовка производства заняли три года — в 1950 году были изготовлены первые 6 самосвалов ЯАЗ-210Е (по данным завода — десять машин), которые были направлены на строительство Волго-Донского канала и Сталинградской ГЭС для испытаний в условиях реальной эксплуатации. А в 1951 году производство двухосных машин ЯАЗ-200 было полностью передано на МАЗ, и Ярославский завод развернул серийное производство семейства автомобилей ЯАЗ-210.
В передней части капота автомобиля установлена статуэтка медведя, подобно статуэтке оленя на автомобиле ГАЗ-21 «Волга».

### Возможные прототипы

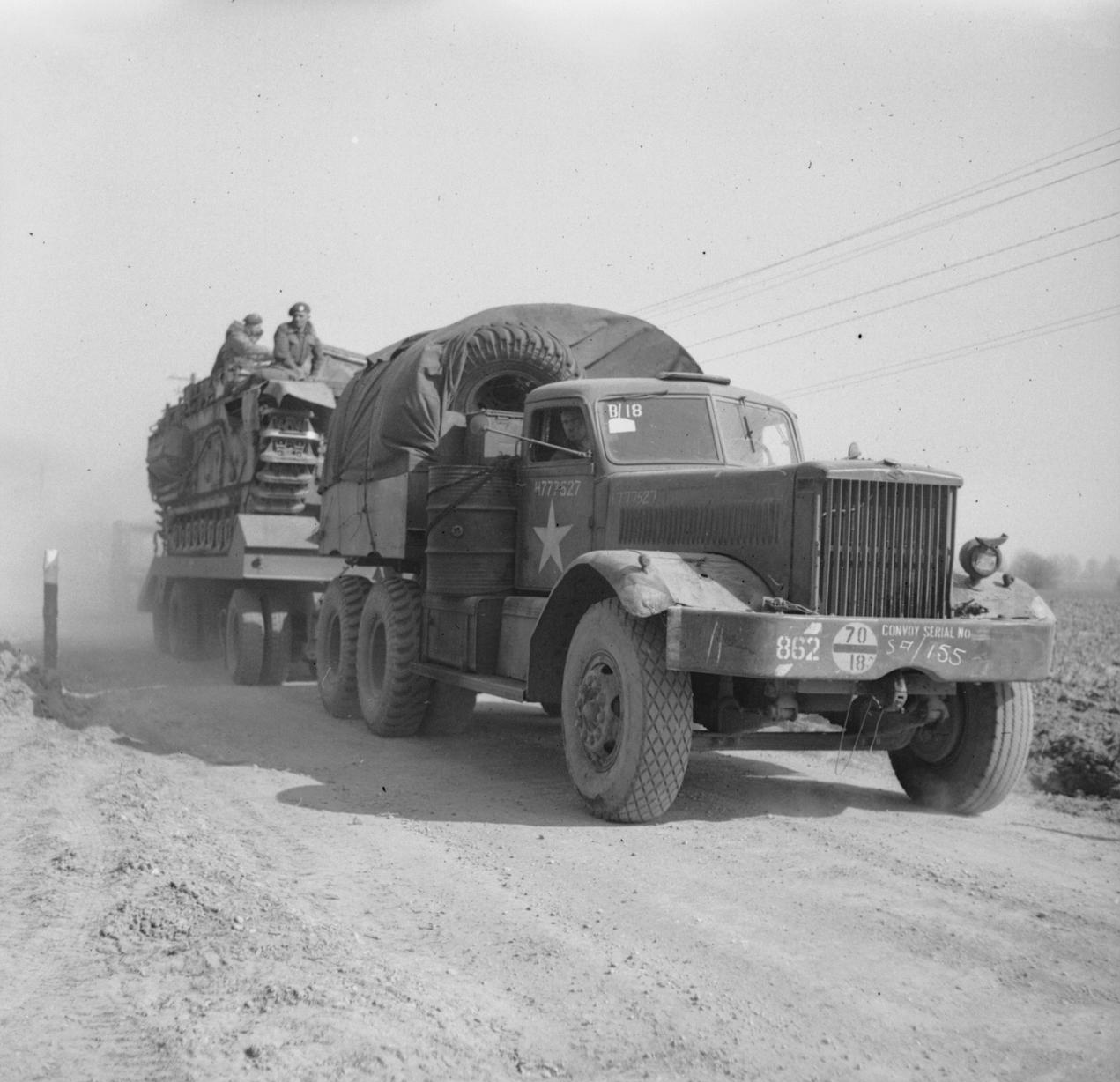
Танковый транспортёр с тягачом Даймонд Т 981

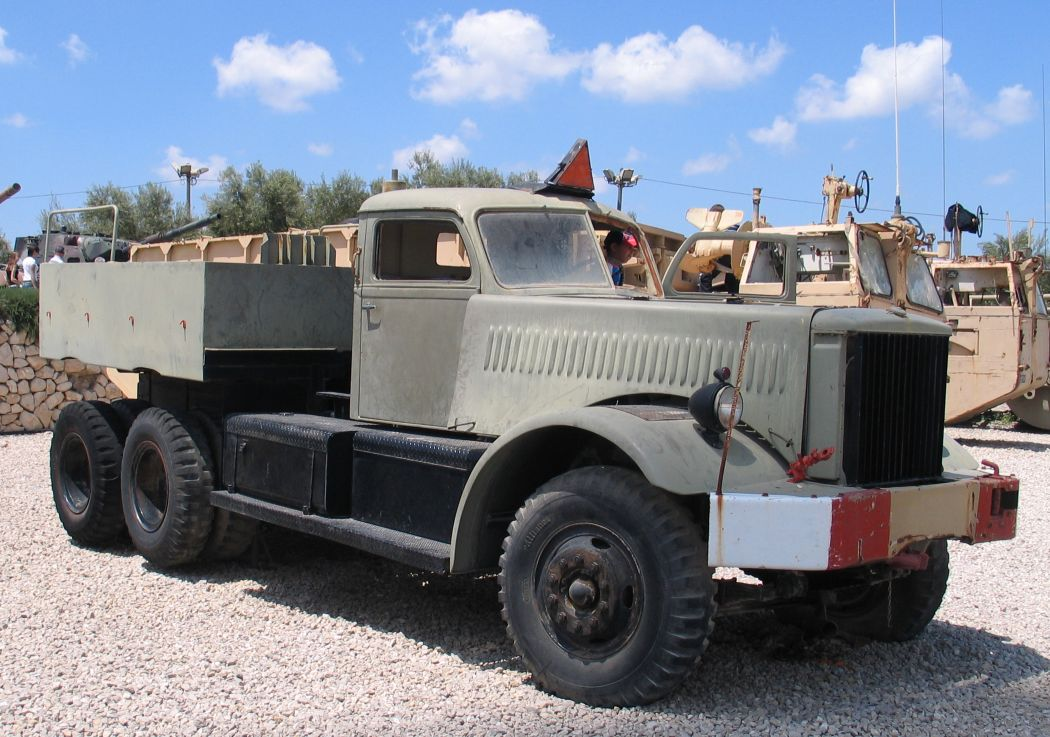
Балластный тягач Даймонд Т 981 в музее Yad la-Shiryon, Израиль

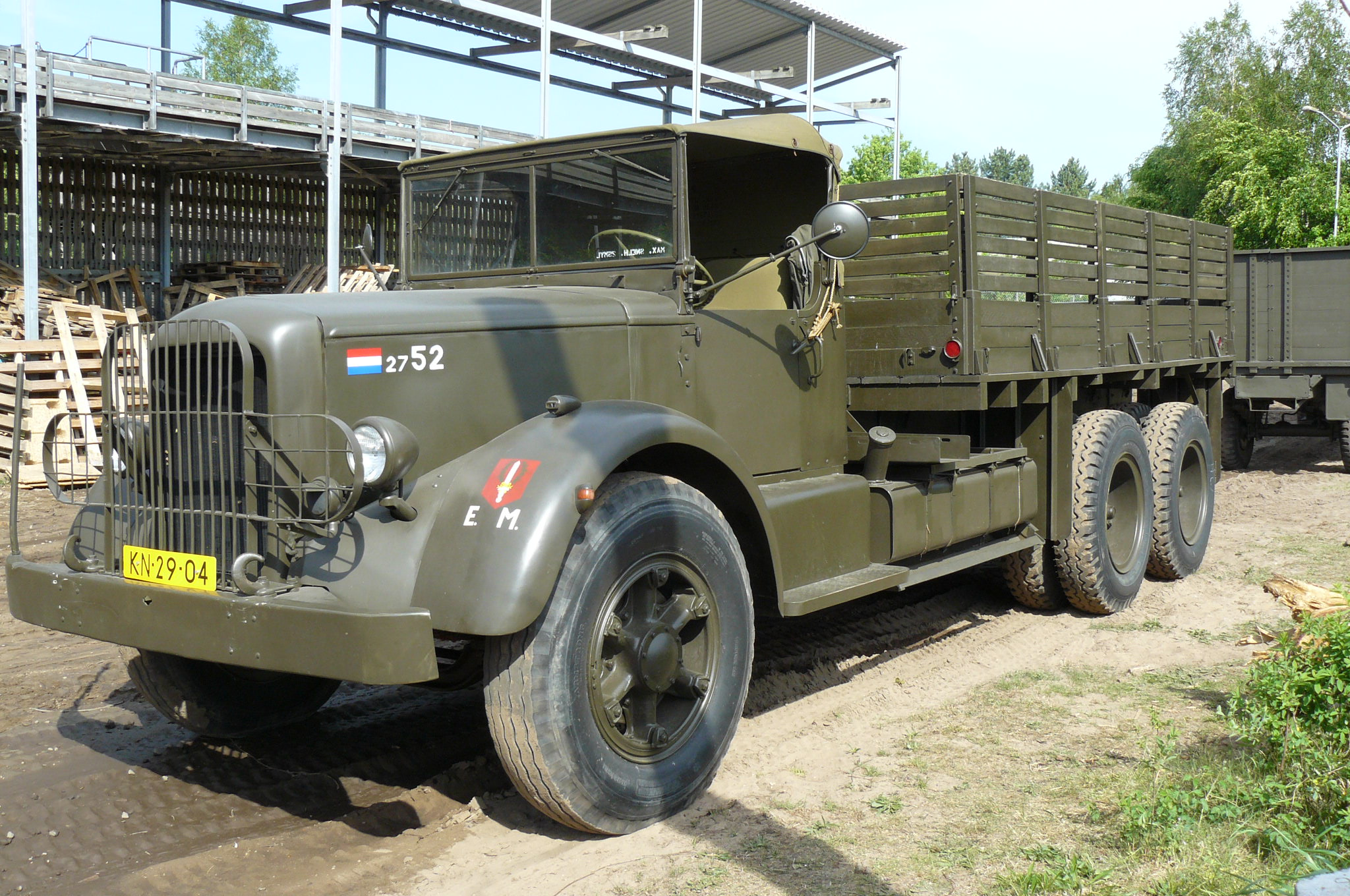
Mack NR в Голландии — такие крылья стояли на первом опытном ЯАЗ-200

Во многих источниках утверждается, что при проектировании ЯАЗ-210 за прототип был принят поставлявшийся по ленд-лизу танковый транспортёр Diamond T 980, от которого якобы были заимствованы рама, трансмиссия и ходовая часть. Однако в других источниках доказывается, что трансмиссия и ходовая часть ЯАЗ-210 не может иметь в качестве прототипа Diamond T 980, так как последний принципиально отличался схемой трансмиссии — без межосевого дифференциала, с проходным средним мостом, от которого мощность передавалась на задний мост (у ЯАЗ-210 оба моста приводились непосредственно от раздаточной коробки, в которую был встроен межосевой дифференциал).
Не имела ничего общего с Diamond T 980 и ходовая часть ЯАЗ-210. Его передняя подвеска была заимствована у ЯАЗ-200 и имела заделку рессор в резиновых подушках, в то время, как у Diamond T 980 они крепились за проушины через пальцы и серьги. Ещё большие отличия имела задняя подвеска: в то время, как у Diamond T 980 толкающие усилия и крутящий момент от задних мостов воспринимались шестью реактивными штангами, а рессоры задней тележки выполнялись прямыми и свободно опирались сверху на балки мостов, у ЯАЗ-210 рессоры выполнялись изогнутыми и через резиновые подушки крепились к кронштейнам, расположенным снизу балок мостов. При этом нижних реактивных тяг подвеска не имела, и рессоры передавали толкающие усилия (от крутящих моментов они разгружались парой верхних реактивных штанг — по одной на мост). Интересно, что аналогичную схему задней подвески имели грузовики Mack NR, также поставлявшиеся в СССР по ленд-лизу.
Конструкция дисковых колёс грузовиков ЯАЗ-200 и ЯАЗ-210 также не имела ничего общего с бездисковыми колёсами грузовиков Mack NR и дисковыми колёсами Diamond T 980 и была, скорее, аналогична колёсам, применявшимся на германских Büssing-NAG L4500 и Daimler-Benz L4500.
Также ошибочна информация об использовании на тягаче Diamond T 980 двигателя GMC 6-71, который под маркой ЯАЗ-206 использовался на грузовиках ЯАЗ-210. Американские источники указывают, что на Diamond T 980 использовался только один двигатель: 4-тактный 6-цилиндровый дизель Hercules DFXE рабочим объёмом 14 660 см³ и мощностью 185 л. с.
Тем не менее, конструкция тягача Diamond T 980 отчасти была учтена при проектировании трёхосного семейства ЯАЗ-210: расположение лебёдки на грузовике ЯАЗ-210А и балластном тягаче ЯАЗ-210Г, а также грузовая платформа на ранних версиях ЯАЗ-210Г были, видимо, заимствованы у Diamond T 980.
Относительно кабины и оперения, установленных в 1944 году на первом опытном образце ЯАЗ-200, в источниках встречаются разночтения: указывается, что они были взяты от грузовика Mack LM или от Mack NR. Объясняется это просто: грузовики Mack модели NR начиная с серии Mack NR4 получили капот, облицовку и крылья (а поставлявшиеся в СССР NR6 — и закрытую кабину) от коммерческого семейства «L».

### Серийное производство
Серийное производство автомобилей семейства ЯАЗ-210 началось в 1951 году и продолжалось по 1958 год. За это время объём выпуска составил:
| Серийное производство автомобилей семейства ЯАЗ-210 |      |      |      |      |      |      |       |
| Модификация                                         | 1951 | 1952 | 1953 | 1956 | 1957 | 1958 | Всего |
| ЯАЗ-210                                             | 189  | 166  | 314  | 247  | ?    | 1    | 1446  |
| ЯАЗ-210Г                                            | 11   | 81   | 396  |      | ?    | 51   | 2303  |
| ЯАЗ-210Д                                            | -    | 50   | 300  |      | ?    | 3    | 2173  |
| ЯАЗ-210Е                                            | 140  | 369  | 447  |      | ?    | 28   | 4930  |
| ЯАЗ-214                                             | -    | -    | -    |      | ?    | ?    | ?     |
| Всего                                               | 340  | 666  | 1457 |      | 2750 | 83   | 10852 |

## КрАЗ
С 1957 года Ярославский автозавод начал производство новых моделей тяжёлых грузовиков, представлявших собой модернизацию машин семейства ЯАЗ-210: на смену бортовому грузовику ЯАЗ-210, седельному тягачу ЯАЗ-210Д и самосвалу ЯАЗ-210Е пришли, соответственно: 
- ЯАЗ-219 - шасси и бортовой автомобиль
- ЯАЗ-221 - седельный тягач
- ЯАЗ-222 - самосвал

Основные отличия машин новых моделей от прежнего ЯАЗ-210 заключались в более мощном и надёжном двигателе (получившем обозначение ЯАЗ-М206), в более просторной кабине. Рулевой механизм получил пневмоусилитель, а привод сцепления — пружинный сервомеханизм. Последние машины семейства ЯАЗ-210 были выпущены в 1958 году.
В 1959 году производство автомобилей семейства ЯАЗ-219 было передано на Кременчугский автомобильный завод (город Кременчуг, Полтавская область Украинской ССР). Соответственно изменились марки автомобилей, у которых технические характеристики остались прежние:
- КрАЗ-219 - шасси и бортовой автомобиль
- КрАЗ-221 - седельный тягач
- КрАЗ-222 - самосвал

На базе этих моделей также выпускались различные модификации.

## Модификации
На базе бортового автомобиля общего назначения ЯАЗ-210 были созданы несколько модификаций:
- ЯАЗ-210А — грузовой автомобиль, отличавшийся от базового цельнометаллической бортовой платформой (со складывающимися скамейками для личного состава, с задним откидным и надставными решётчатыми бортами) и лебёдкой, расположенной за кабиной (на месте запасных колёс). Лебёдка предназначалась как для вытаскивания застрявшей машины, так и для погрузки тяжёлых неделимых грузов на платформу. Количество запасных колёс уменьшилось до одного — его разместили слева под платформой, на месте одного из топливных баков (запас топлива уменьшился вдвое). Были построены и испытаны опытные образцы, но в серийное производство эта модификация не передавалась — причиной послужила недостаточная маневренность, обусловленная длинной базой[5].
- ЯАЗ-210Г — балластный тягач, предназначенный для перевозки грузов массой до 40 тонн на специальном прицепе. Имел небольшую металлическую платформу, предназначенную для балласта. Для погрузки груза на прицеп и его выгрузки, а также для вытаскивания застрявшей машины оборудовался лебёдкой. Трос лебёдки мог выпускаться как назад (под платформой), так и вперёд (через передний бампер). Грузовая платформа в первоначальном варианте выполнялась упрощенной, аналогично Diamond T 980, с запасными колёсами в передней части. Впоследствии платформу изменили по типу ЯАЗ-210А (оснастили складывающимися скамейками, откидным задним бортом и надставными решётчатыми бортами по бокам и спереди), отказались от установки лебёдки и разместили два запасных колеса за кабиной[5].
- ЯАЗ-210Д — седельный тягач, предназначенный для работы с полуприцепом грузоподъёмностью до 40 тонн. На опытных образцах седельного тягача ЯАЗ-210Д устанавливалась лебёдка, но на серийных машинах её место заняла пара запасных колёс. Особенностью седельного тягача была электросистема, в которой с массой был соединён «+», а не «-», как на других машинах семейства ЯАЗ-210[5].
- ЯАЗ-210Е — самосвал с кузовом ковшового типа, который имел защитный козырёк над кабиной и съёмный задний борт (он использовался при перевозке полужидких грузов)[5].

Оба тягача ЯАЗ-210Г и ЯАЗ-210Д и самосвал ЯАЗ-210Е имели укороченную базу (4780 мм) и были широко унифицированы с базовой моделью по основным узлам и агрегатам.
Кроме перечисленных модификаций, на базе автомобиля ЯАЗ-210 с 1957 года выпускался полноприводный грузовик ЯАЗ-214 грузоподъёмностью 7 тонн. Эта машина получила отключаемый привод переднего моста, односкатные колёса задних мостов, более мощный двигатель ЯАЗ-206Б, заднюю подвеску новой конструкции и более просторную кабину, которая позже будет применена на сменивших ЯАЗ-210, ЯАЗ-210Д и ЯАЗ-210Е машинах нового семейства — соответственно, ЯАЗ-219, ЯАЗ-221 и ЯАЗ-222.
В 1955 и 1956 годах проходили испытания две опытных машины, построенных на базе ЯАЗ-210 — самосвалы с боковой разгрузкой: ЯАЗ-218 (с автоматически откидывающимися боковыми бортами) и ЯАЗ-218А (с корытообразным кузовом). Машины были разработаны специально для строительства электростанций. Несмотря на успешные результаты, показанные моделью ЯАЗ-218, в серию эти машины не пошли.
Говоря о модификациях ЯАЗ-210, следует упомянуть ещё пару экспериментальных самосвалов:

В конце 1952 года в одном из депо Харьковского трамвайно-троллейбусного управления были построены так называемые троллейвозы — грузовые машины с электрическими двигателями, получающими электроэнергию от троллей. Машины разработал Институт горного дела Академии наук УССР по заказу Главного управления промышленности нерудных ископаемых. Было построено 5 троллейвозов на базе самосвалов МАЗ-205, а в сентябре 1952 года построили трёхосный троллейвоз на базе ЯАЗ-210Е. Вместо изношенного двухтактного дизеля машина получила электродвигатель ДК-202Б (мощностью 86 кВт), а на место кабины установили переднюю часть троллейбуса МТБ-82 с его органами управления, стёклами и входными дверями. Троллейвоз неплохо показал себя на испытаниях и в 1956 году в Богураевском рудоуправлении таким же образом переоборудовали ещё 6 машин.

А в 1961 году (к тому времени ЯАЗ уже год как прекратил выпускать автомобили и был преобразован в моторный завод) в Балаклавском рудоуправлении построили пятиосный самосвал ЯАЗ-210Т грузоподъёмностью 25 тонн. Разумеется, из-за недостаточной манёвренности и слабой удельной мощности этой машины речи о серийном производстве идти не могло.

## Технические характеристики
| Технические характеристики автомобиля ЯАЗ-210 и его модификаций              |                                                                              | | | | | |
| Модификация                                                                  | Модификация                                                                  | ЯАЗ-210 | ЯАЗ-210А | ЯАЗ-210Е | ЯАЗ-210Г | ЯАЗ-210Д |
| Назначение                                                                   | Назначение                                                                   | бортовой общего назначения | бортовой общего назначения | самосвал | балластный тягач | седельный тягач |
| Грузоподъёмность, т:                                                         | на плохих дорогах                                                            | 10 | 10 | 10 | 8 | — |
| Грузоподъёмность, т:                                                         | на шоссе                                                                     | 12 | 12 | 10 | 8 | — |
| Грузоподъёмность прицепа (или полуприцепа)                                   | на плохих дорогах                                                            | — | — | — | 25 | 25 |
| Грузоподъёмность прицепа (или полуприцепа)                                   | на шоссе                                                                     | — | — | — | 40 | 40 |
| Полный вес буксируемого прицепа                                              | Полный вес буксируемого прицепа                                              | 15 | 15 | — | — | — |
| Длина общая, мм                                                              | Длина общая, мм                                                              | 9660 | 9490 | 8190 | 7375 | 7375 |
| Ширина, мм                                                                   | Ширина, мм                                                                   | 2650 | 2638 | 2650 | 2650 | 2638 |
| Высота (без нагрузки), мм                                                    | Высота (без нагрузки), мм                                                    | 2575 | 2570 | 2735 | 2575 | 2575 |
| База (от передней оси до оси балансира), мм                                  | База (от передней оси до оси балансира), мм                                  | 5750 | 5750 | 4780 | 4780 | 4780 |
| База задней тележки, мм                                                      | База задней тележки, мм                                                      | 1400 | 1400 | 1400 | 1400 | 1400 |
| Колея передних колёс (по грунту), мм                                         | Колея передних колёс (по грунту), мм                                         | 1950 | 1950 | 1950 | 1950 | 1950 |
| Колея задних колёс (между серединами двойных скатов), мм                     | Колея задних колёс (между серединами двойных скатов), мм                     | 1920 | 1920 | 1920 | 1920 | 1920 |
| Клиренс при нормальной загрузке, мм                                          | под передней осью                                                            | 290 | 290 | 290 | 290 | 290 |
| Клиренс при нормальной загрузке, мм                                          | под задним мостом                                                            | 290 | 290 | 290 | 290 | 290 |
| Радиус поворота (по колее наружного переднего колеса), м                     | Радиус поворота (по колее наружного переднего колеса), м                     | 12,5 | 12,5 | 10,5 | 10,5 | 10,5 |
| Углы въезда, градусов (с полной нагрузкой)                                   | передний                                                                     | 43 | 45 | 43 | 40 | 43 |
| Углы въезда, градусов (с полной нагрузкой)                                   | задний                                                                       | 18 | 25 | 52 | 55 | 55 |
| Масса в снаряжённом состоянии (без нагрузки), кг                             | Масса в снаряжённом состоянии (без нагрузки), кг                             | 11300 | 11840 | 12000 | 12360 | 10220 |
| Распределение массы по осям, кг (без нагрузки)                               | передняя ось                                                                 | 4215 | 4490 | 3900 | 4470 | 4220 |
| Распределение массы по осям, кг (без нагрузки)                               | задняя ось                                                                   | 7085 | 7350 | 8100 | 7890 | 6000 |
| Масса с полной нагрузкой (включая водителя и одного или двух пассажиров), кг | Масса с полной нагрузкой (включая водителя и одного или двух пассажиров), кг | 23510 | 24050 | 22140 | 20570 | — |
| Распределение полной массы по осям, кг (с нагрузкой)                         | передняя ось                                                                 | 4570 | 4850 | 4150 | 4320 | — |
| Распределение полной массы по осям, кг (с нагрузкой)                         | задняя ось                                                                   | 18940 | 19200 | 17990 | 16250 | — |
| Лебёдка                                                                      | Лебёдка                                                                      | нет | за кабиной | нет | за кабиной | нет |
| Грузовая платформа                                                           | тип                                                                          | металлическая, с деревянными бортами | металлическая, сварная | металлическая, сварная, ковшового типа | металлическая, сварная, специальная | нет |
| Грузовая платформа                                                           | боковые борта                                                                | разрезные, откидные | неподвижные | неподвижные | неподвижные | — |
| Грузовая платформа                                                           | задний борт                                                                  | откидной | откидной | съёмный | откидной | — |
| Габариты платформы (внутренние), мм                                          | длина                                                                        | 5770 | 5340 | 4585 | 3076 | — |
| Габариты платформы (внутренние), мм                                          | ширина                                                                       | 2450 | 2340 | 2430 (вверху) 2130 (внизу) | 2642 | — |
| Габариты платформы (внутренние), мм                                          | высота                                                                       | 825 | 500 | 800 | 600 | — |
| Число и расположение запасных колёс (штатно)                                 | Число и расположение запасных колёс (штатно)                                 | 2 за кабиной | 1 под кузовом | нет | 2 в платформе | 2 за кабиной |
| Максимальная скорость при нормальной нагрузке на ровном шоссе, км/ч          | Максимальная скорость при нормальной нагрузке на ровном шоссе, км/ч          | 55 | 55 | 45 | 45 | 45 |
| Расход топлива на 100 км с полной нагрузкой, л                               | Расход топлива на 100 км с полной нагрузкой, л                               | 60 | 60 | 65 | 140 | 115 |
| Количество и объём топливных баков, л                                        | Количество и объём топливных баков, л                                        | 2 × 225 | 1 × 225 | 1 × 225 | 2 × 225 | 2 × 225 |
| Двигатель                                                                    |                                                                              | | | | | |
| Модель двигателя                                                             | Модель двигателя                                                             | ЯАЗ-206A | ЯАЗ-206A | ЯАЗ-206A | ЯАЗ-206Б | ЯАЗ-206Б |
| Тип двигателя                                                                | Тип двигателя                                                                | дизельный, двухтактный, рядный, 6-цилиндровый | дизельный, двухтактный, рядный, 6-цилиндровый | дизельный, двухтактный, рядный, 6-цилиндровый | дизельный, двухтактный, рядный, 6-цилиндровый | дизельный, двухтактный, рядный, 6-цилиндровый |
| Рабочий объём, л                                                             | Рабочий объём, л                                                             | 6,98 | 6,98 | 6,98 | 6,98 | 6,98 |
| Мощность двигателя, л. с.                                                    | Мощность двигателя, л. с.                                                    | 165 | 165 | 165 | 200 | 200 |
| Крутящий момент, кг · м                                                      | Крутящий момент, кг · м                                                      | 70,5 | 70,5 | 70,5 | 78 | 78 |
| Удельный расход топлива (минимальный), г/(э. л. с. · ч)                      | Удельный расход топлива (минимальный), г/(э. л. с. · ч)                      | 205 | 205 | 205 | 215 | 215 |
| Трансмиссия                                                                  |                                                                              | | | | | |
| Сцепление                                                                    | Сцепление                                                                    | Однодисковое сухое | Однодисковое сухое | Однодисковое сухое | Однодисковое сухое | Однодисковое сухое |
| Коробка перемены передач                                                     | тип                                                                          | 3-ходовая, с 5-ю передачами вперёд и 1-й назад (4-я передача прямая, 5-я — повышающая)                                                                             | 3-ходовая, с 5-ю передачами вперёд и 1-й назад (4-я передача прямая, 5-я — повышающая)                                                                             | 3-ходовая, с 5-ю передачами вперёд и 1-й назад (4-я передача прямая, 5-я — повышающая)                                                                             | 3-ходовая, с 5-ю передачами вперёд и 1-й назад (4-я передача прямая, 5-я — повышающая)                                                                             | 3-ходовая, с 5-ю передачами вперёд и 1-й назад (4-я передача прямая, 5-я — повышающая)                                                                             |
| Коробка перемены передач                                                     | синхронизаторы                                                               | есть — на 2-й и 3-й, 4-й и 5-й передачах | есть — на 2-й и 3-й, 4-й и 5-й передачах | есть — на 2-й и 3-й, 4-й и 5-й передачах | есть — на 2-й и 3-й, 4-й и 5-й передачах | есть — на 2-й и 3-й, 4-й и 5-й передачах |
| Коробка перемены передач                                                     | передаточные числа                                                           | 1-й передачи — 6,17 2-й передачи — 3,40 3-й передачи — 1,79 4-й передачи — 1,00 5-й передачи — 0,78 заднего хода — 6,69                                            | 1-й передачи — 6,17 2-й передачи — 3,40 3-й передачи — 1,79 4-й передачи — 1,00 5-й передачи — 0,78 заднего хода — 6,69                                            | 1-й передачи — 6,17 2-й передачи — 3,40 3-й передачи — 1,79 4-й передачи — 1,00 5-й передачи — 0,78 заднего хода — 6,69                                            | 1-й передачи — 6,17 2-й передачи — 3,40 3-й передачи — 1,79 4-й передачи — 1,00 5-й передачи — 0,78 заднего хода — 6,69                                            | 1-й передачи — 6,17 2-й передачи — 3,40 3-й передачи — 1,79 4-й передачи — 1,00 5-й передачи — 0,78 заднего хода — 6,69                                            |
| Раздаточная коробка                                                          | тип                                                                          | 2-скоростная (с синхронизаторами на обеих передачах) с межосевым дифференциалом (для задней тележки)                                                               | 2-скоростная (с синхронизаторами на обеих передачах) с межосевым дифференциалом (для задней тележки)                                                               | 2-скоростная (с синхронизаторами на обеих передачах) с межосевым дифференциалом (для задней тележки)                                                               | 2-скоростная (с синхронизаторами на обеих передачах) с межосевым дифференциалом (для задней тележки)                                                               | 2-скоростная (с синхронизаторами на обеих передачах) с межосевым дифференциалом (для задней тележки)                                                               |
| Раздаточная коробка                                                          | передаточные числа                                                           | повышающей передачи — 1,07 понижающей передачи — 2,13 | повышающей передачи — 1,07 понижающей передачи — 2,13 | повышающей передачи — 1,41 понижающей передачи — 2,28 | повышающей передачи — 1,41 понижающей передачи — 2,28 | повышающей передачи — 1,41 понижающей передачи — 2,28 |
| Карданные валы                                                               | тип                                                                          | Открытого типа, трубчатые, с игольчатыми подшипниками | Открытого типа, трубчатые, с игольчатыми подшипниками | Открытого типа, трубчатые, с игольчатыми подшипниками | Открытого типа, трубчатые, с игольчатыми подшипниками | Открытого типа, трубчатые, с игольчатыми подшипниками |
| Карданные валы                                                               | количество                                                                   | Четыре: один карданный вал — от КПП до раздаточной коробки, один вал от раздаточной коробки к среднему мосту и два вала (с промежуточной опорой) — к заднему мосту | Четыре: один карданный вал — от КПП до раздаточной коробки, один вал от раздаточной коробки к среднему мосту и два вала (с промежуточной опорой) — к заднему мосту | Четыре: один карданный вал — от КПП до раздаточной коробки, один вал от раздаточной коробки к среднему мосту и два вала (с промежуточной опорой) — к заднему мосту | Четыре: один карданный вал — от КПП до раздаточной коробки, один вал от раздаточной коробки к среднему мосту и два вала (с промежуточной опорой) — к заднему мосту | Четыре: один карданный вал — от КПП до раздаточной коробки, один вал от раздаточной коробки к среднему мосту и два вала (с промежуточной опорой) — к заднему мосту |
| Ведущие мосты                                                                |                                                                              | | | | | |
| Главные передачи                                                             | Тип                                                                          | Двойной редуктор с коническими спиральными и цилиндрическими прямозубыми шестернями                                                                                | Двойной редуктор с коническими спиральными и цилиндрическими прямозубыми шестернями                                                                                | Двойной редуктор с коническими спиральными и цилиндрическими прямозубыми шестернями                                                                                | Двойной редуктор с коническими спиральными и цилиндрическими прямозубыми шестернями                                                                                | Двойной редуктор с коническими спиральными и цилиндрическими прямозубыми шестернями                                                                                |
| Главные передачи                                                             | Передаточное число                                                           | 8,21 | 8,21 | 8,21 | 8,21 | 8,21 |
| Дифференциал                                                                 | Дифференциал                                                                 | Конический, с четырьмя сателлитами | Конический, с четырьмя сателлитами | Конический, с четырьмя сателлитами | Конический, с четырьмя сателлитами | Конический, с четырьмя сателлитами |
| Тип полуосей                                                                 | Тип полуосей                                                                 | Полностью разгруженные | Полностью разгруженные | Полностью разгруженные | Полностью разгруженные | Полностью разгруженные |
| Ходовая часть                                                                |                                                                              | | | | | |
| Колёсная формула                                                             | Колёсная формула                                                             | 6 × 4 | 6 × 4 | 6 × 4 | 6 × 4 | 6 × 4 |
| Подвеска передних колёс                                                      | Подвеска передних колёс                                                      | Зависимая, на продольных полуэллиптических рессорах с гидравлическими рычажными амортизаторами                                                                     | Зависимая, на продольных полуэллиптических рессорах с гидравлическими рычажными амортизаторами                                                                     | Зависимая, на продольных полуэллиптических рессорах с гидравлическими рычажными амортизаторами                                                                     | Зависимая, на продольных полуэллиптических рессорах с гидравлическими рычажными амортизаторами                                                                     | Зависимая, на продольных полуэллиптических рессорах с гидравлическими рычажными амортизаторами                                                                     |
| Подвеска задних колёс                                                        | Подвеска задних колёс                                                        | Зависимая с балансирной тележкой, на продольных полуэллиптических рессорах                                                                                         | Зависимая с балансирной тележкой, на продольных полуэллиптических рессорах                                                                                         | Зависимая с балансирной тележкой, на продольных полуэллиптических рессорах                                                                                         | Зависимая с балансирной тележкой, на продольных полуэллиптических рессорах                                                                                         | Зависимая с балансирной тележкой, на продольных полуэллиптических рессорах                                                                                         |
| Колёса и шины                                                                | Тип колёс                                                                    | Дисковые штампованные | Дисковые штампованные | Дисковые штампованные | Дисковые штампованные | Дисковые штампованные |
| Колёса и шины                                                                | Тип шин                                                                      | Пневматические, камерные | Пневматические, камерные | Пневматические, камерные | Пневматические, камерные | Пневматические, камерные |
| Колёса и шины                                                                | Размер шин                                                                   | 12.00-20 (320—508) | 12.00-20 (320—508) | 12.00-20 (320—508) | 12.00-20 (320—508) | 12.00-20 (320—508) |
| Кабина                                                                       |                                                                              | | | | | |
| Тип кабины                                                                   | Тип кабины                                                                   | Закрытая, деревометаллическая | Закрытая, деревометаллическая | Закрытая, деревометаллическая | Закрытая, деревометаллическая | Закрытая, деревометаллическая |
| Число мест                                                                   | Число мест                                                                   | трёхместная | трёхместная | трёхместная | трёхместная | трёхместная |

1. ↑  На автомобилях первых выпусков устанавливались двигатели мощностью 165 л. с.

## Сохранившиеся экземпляры

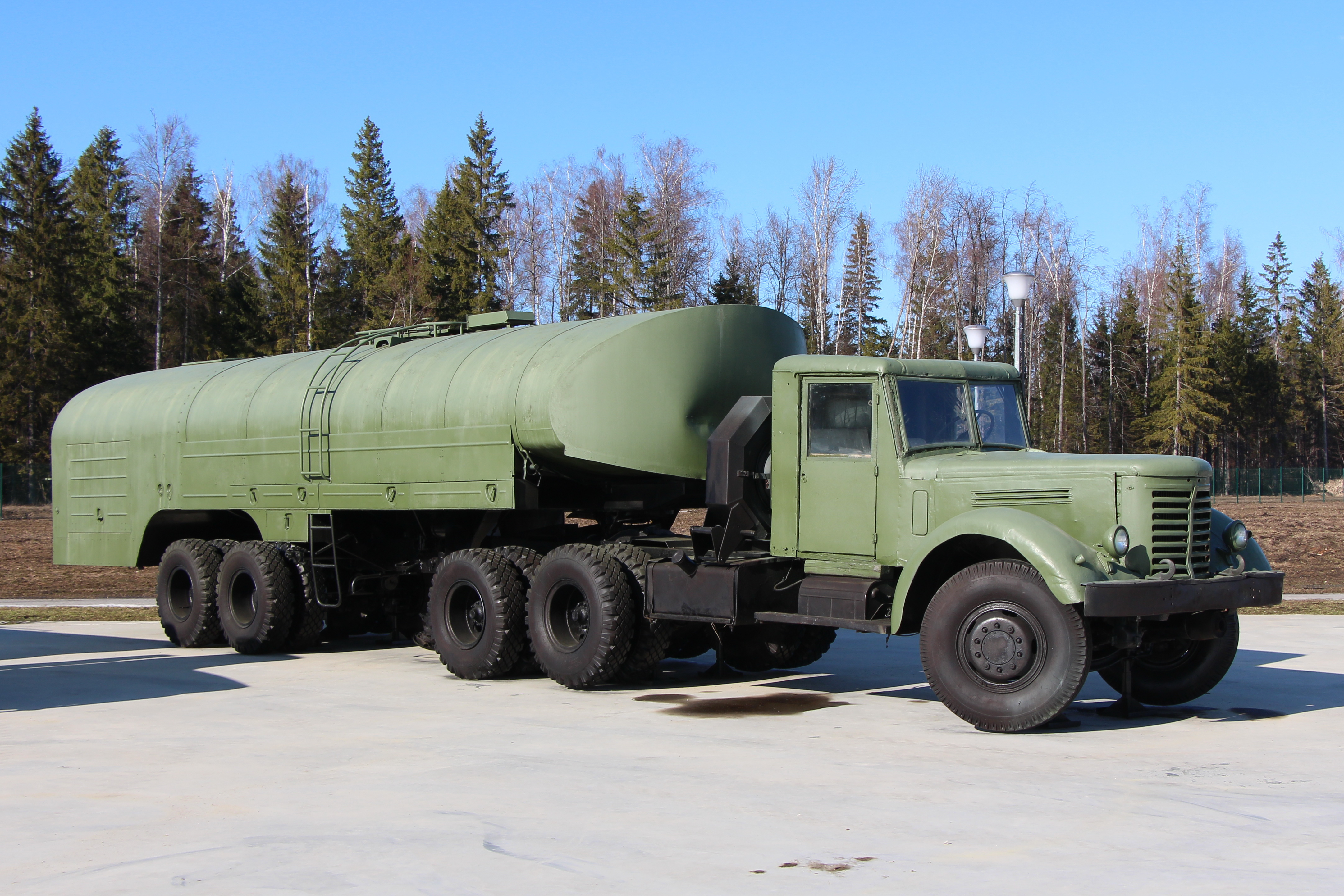
ЯАЗ-210Д в составе ТЗ-22.

Известен только один экземпляр автомобиля, сохранившийся до наших дней — это аэродромный топливозаправщик с полуприцепом ТЗ-16 (цистерной ёмкостью 16 тонн горючего) на базе двухосного полуприцепа МАЗ-5204 с седельным тягачом ЯАЗ-210Д. Машина являлась экспонатом Музея службы горючего на территории бывшей Центральной базы горючего Министерства обороны в Наро-Фоминске. Машина хранилась под открытым небом в не отреставрированном виде (отсутствуют светотехника и эмблема, спущены шины). 
В настоящее время экземпляр ЯАЗ-210Д частично отреставрирован и в составе с полуприцепом ЧМЗАП-5204М топливозаправщика ТЗ-22 является экспонатом открытой музейной площадки ФГАУ ВППКиО ВС РФ "Патриот" в районе г. Кубинка Московской области.

## В искусстве и культуре

### В кино
Характерный внешний облик мощной трёхосной машины с длинным капотом привлекал внимание кинематографистов. ЯАЗ-210 можно увидеть в целом ряде советских фильмов: «Необыкновенное путешествие Мишки Стрекачёва» (1959 год), «Добровольцы» (1959 год), «Не имей сто рублей» (1959 год), «Катя-Катюша» (1959 год), «Самые первые» (1961 год), «Русский сувенир» (1960 год), «Большая руда» (1964 год) и в других картинах. Также тягач можно увидеть в документальном фильме "Испытание чистой водородной бомбы мощностью 50 млн тонн".

### Масштабные модели
Масштабные модели бортового грузовика ЯАЗ-210, балластного тягача ЯАЗ-210Г и седельного тягача ЯАЗ-210Д в масштабе 1:43 изготавливают фирмы «Студия „КАН“» и «Киммерия». Также «Киммерия» делает модель пожарного автомобиля ЯАЗ-210 ПРМ-33 в масштабе 1:43.